# 梁裕宁
梁裕宁（1939年11月26日—），女，壮族，广西德保人，中华人民共和国政治人物，曾任广西壮族自治区政协副主席，第七、八、九、十届全国政协委员。